# Phaonia abdita
Phaonia abdita este o specie de muște din genul Phaonia, familia Muscidae. A fost descrisă pentru prima dată de Giglio-tos în anul 1893. Conform Catalogue of Life specia Phaonia abdita nu are subspecii cunoscute.